# Van Ness-UDC
Van Ness-UDC è una stazione della metropolitana di Washington, situata sulla linea rossa. Si trova a Washington, su Connecticut Avenue, e serve i quartieri di Forest Hills e North Cleveland Park, oltre alla University of the District of Columbia e alla School of Law della Howard University.
È stata inaugurata il 5 dicembre 1981, contestualmente alle stazioni di Cleveland Park e di Woodley Park. È stata capolinea fino al 1984, quando la linea rossa è stata estesa fino a Grosvenor.
La stazione è servita da autobus del sistema Metrobus (anch'esso gestito dalla WMATA).